# Club Atlético River Plate 1929
Questa voce raccoglie le informazioni riguardanti il Club Atlético River Plate nelle competizioni ufficiali della stagione 1929.

## Stagione
Il campionato argentino del 1929 ebbe la particolarità d'essere suddiviso in due gironi, composti secondo la posizione in classifica delle squadre nella stagione precedente. Vennero così creati i gruppi "Pari" e "Dispari". Il River venne incluso nel secondo di questi, avendo raggiunto il 7º posto nel 1928. Al termine delle 17 gare il club di Núñez si posizionò al secondo posto nel girone, dietro al Gimnasia La Plata. Dovette quindi disputarsi il terzo posto generale con il San Lorenzo de Almagro, vincendo lo spareggio. La formazione dalla banda rossa registrò la miglior difesa del proprio girone con 11 gol subiti, a pari merito con il Gimnasia.

## Maglie e sponsor
| Casa |

## Rosa
| N. |                      | Ruolo | Calciatore            |
| -- | -------------------- | ----- | --------------------- |
|    | Argentina (bandiera) | P     | Jorge Iribarren       |
|    | Argentina (bandiera) | P     | Horacio Daniello      |
|    | Argentina (bandiera) | D     | José Belvidares       |
|    | Argentina (bandiera) | D     | Joaquín Bezos         |
|    | Argentina (bandiera) | D     | Jacinto Cacopardo     |
|    | Argentina (bandiera) | D     | Juan Carlos Iribarren |
|    | Argentina (bandiera) | C     | Camilo Bonelli        |
|    | Argentina (bandiera) | C     | José Constante        |
|    | Argentina (bandiera) | C     | Alejandro Giglio      |
|    | Argentina (bandiera) | C     | Esteban Malazzo       |

| N. |                      | Ruolo | Calciatore           |
| -- | -------------------- | ----- | -------------------- |
|    | Argentina (bandiera) | A     | Ricardo Dapit        |
|    | Argentina (bandiera) | A     | Manuel Debatte       |
|    | Argentina (bandiera) | A     | Alberto Evaristo     |
|    | Argentina (bandiera) | A     | Antonio Ganduglia    |
|    | Argentina (bandiera) | A     | Francisco Gondar     |
|    | Argentina (bandiera) | A     | Atilio Granara Costa |
|    | Argentina (bandiera) | A     | Juan Carlos Irurieta |
|    | Argentina (bandiera) | A     | Vicente Locasso      |
|    | Argentina (bandiera) | A     | José Penichet        |
|    | Argentina (bandiera) | A     | José Ramos           |

## Statistiche

### Statistiche di squadra
| Competizione      | Punti | Totale | Totale | Totale | Totale | Totale | Totale | DR  |
| Competizione      | Punti | G      | V      | N      | P      | Gf     | Gs     | DR  |
| ----------------- | ----- | ------ | ------ | ------ | ------ | ------ | ------ | --- |
| Concurso Estímulo | 27    | 17     | 12     | 3      | 2      | 28     | 11     | +17 |
| Totale            | -     |        |        |        |        |        |        | -   |